# Miltochrista flava
Miltochrista flava là một loài bướm đêm thuộc phân họ Arctiinae, họ Erebidae.